# Labuť (Konárovice)
Labuť je základní sídelní jednotka, součást obce Konárovice v okrese Kolín ve Středočeském kraji. Nachází se asi 7 km východně od centra Kolína.
V Labuti je registrováno 17 čísel popisných. Nachází se zde výklenková kaple svaté Anny. Procházejí tudy silnice II/322 a III/3222. Podle Labutě je pojmenována ulice Na Labuti, severozápadně obklopuje osadu Veletovský potok, asi 684 m jižně od Labutě protéká řeka Labe.

## Galerie

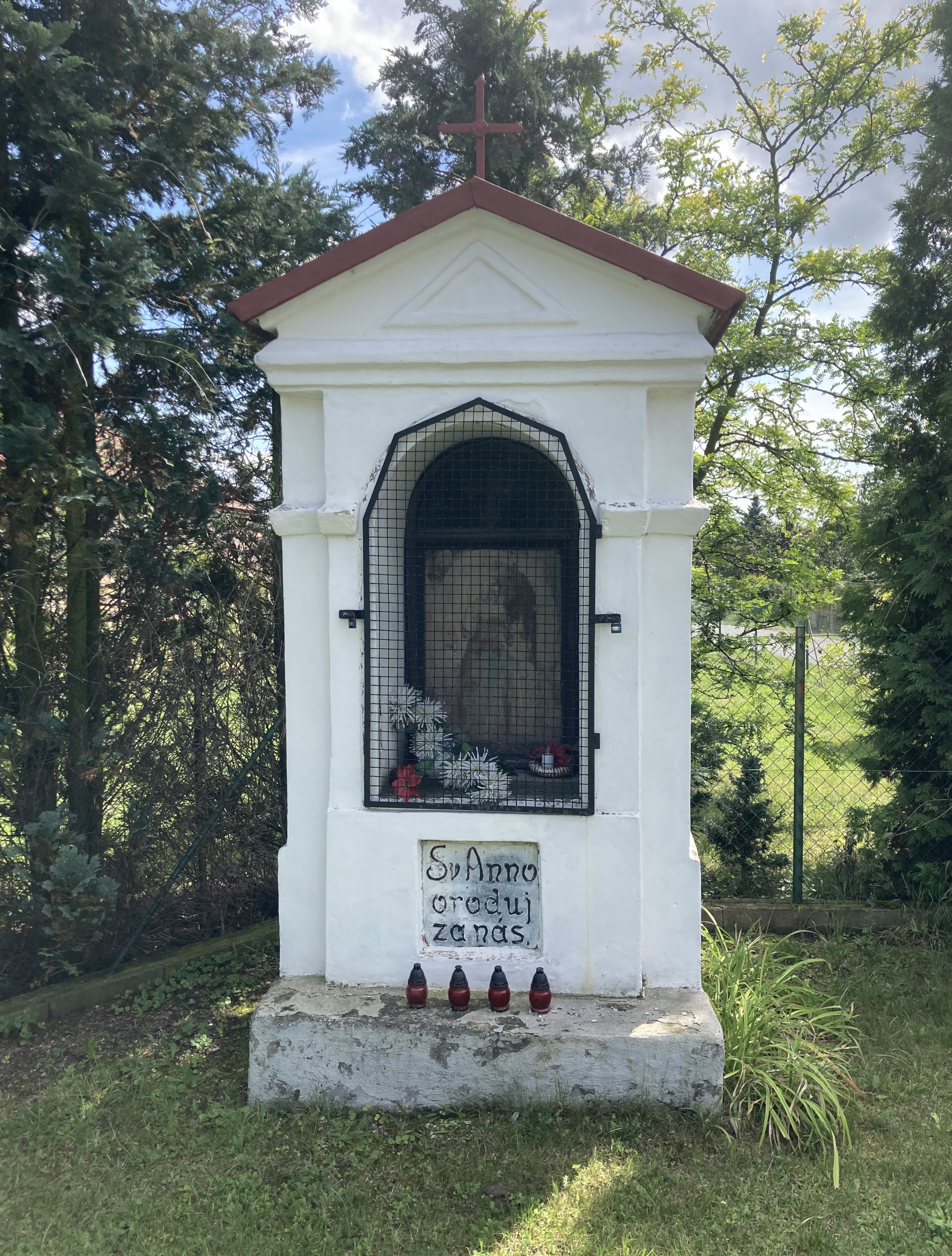
Výklenková kaple
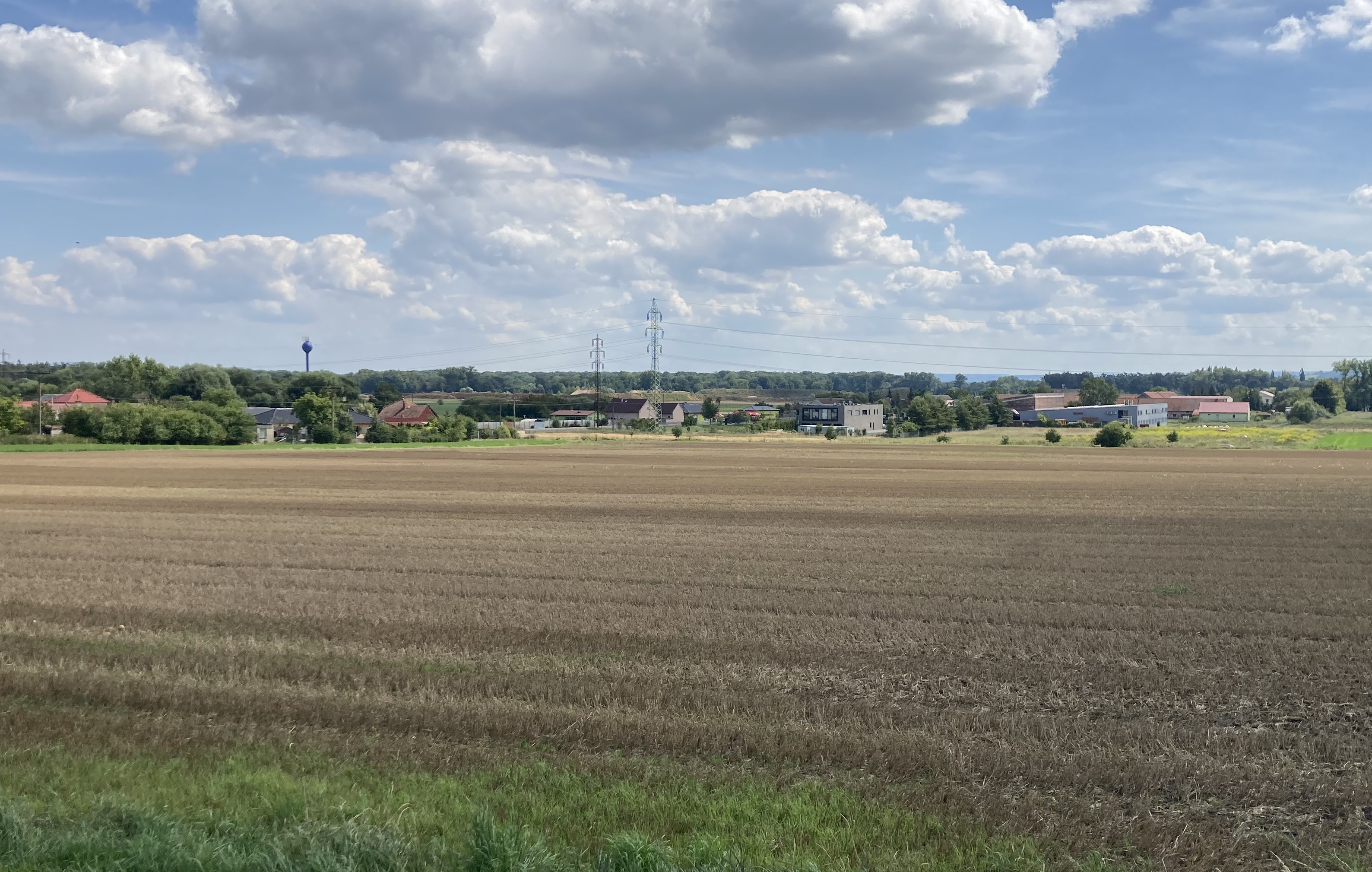
Pohled na osadu od Konárovic
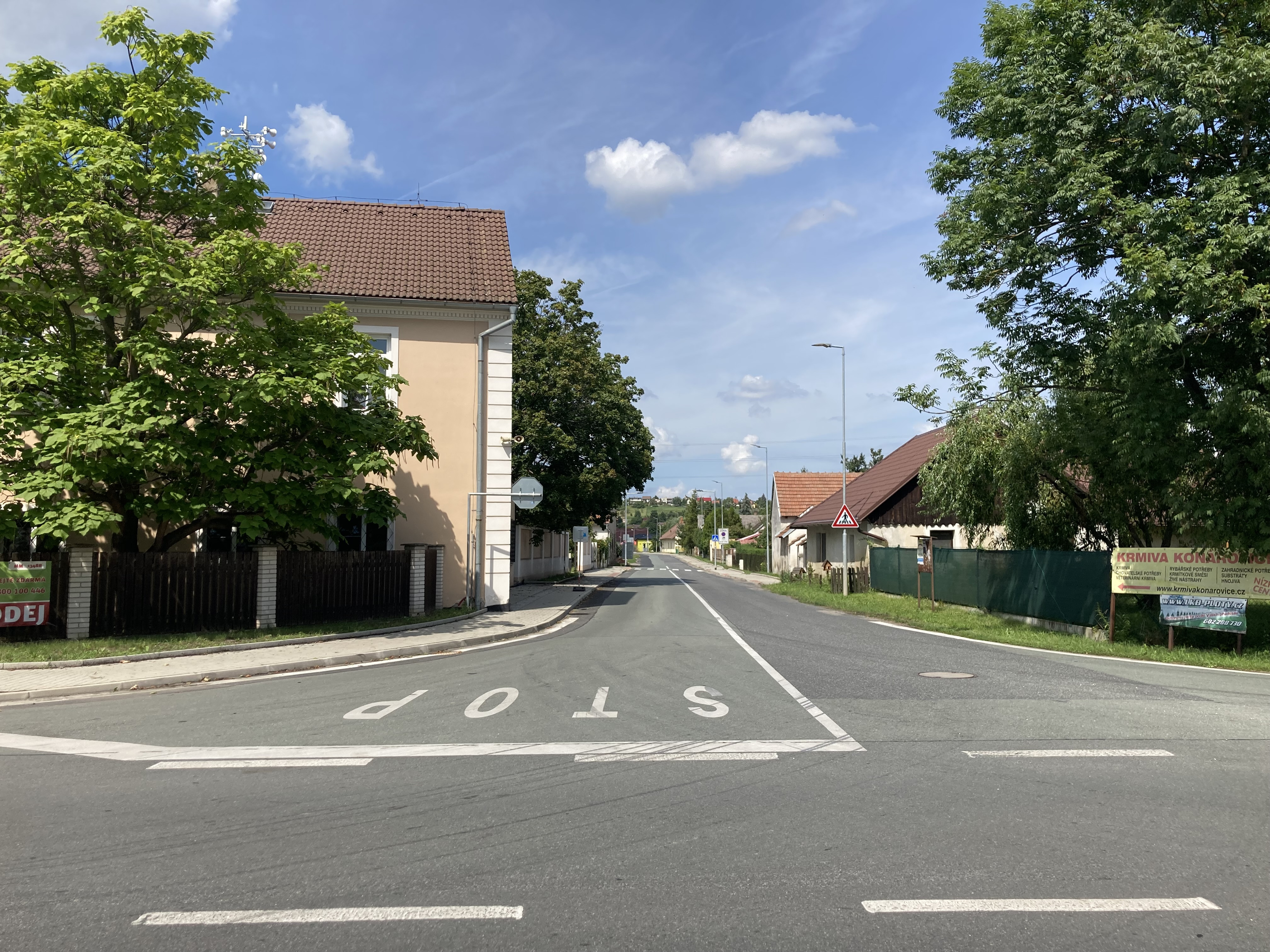
Pohled od křižovatky ke Konárovicím
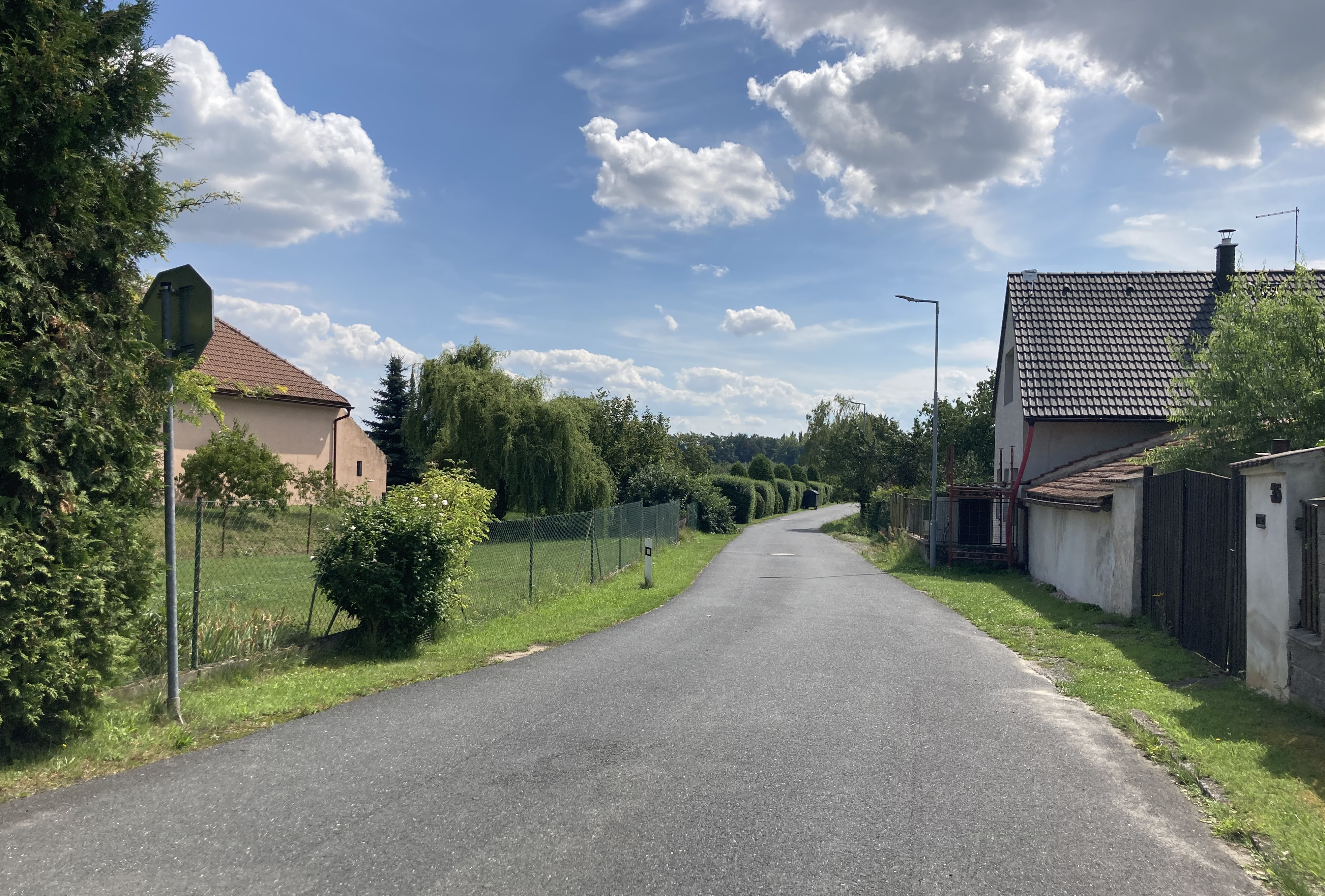
Čp. 140 a 228